# 므라피산

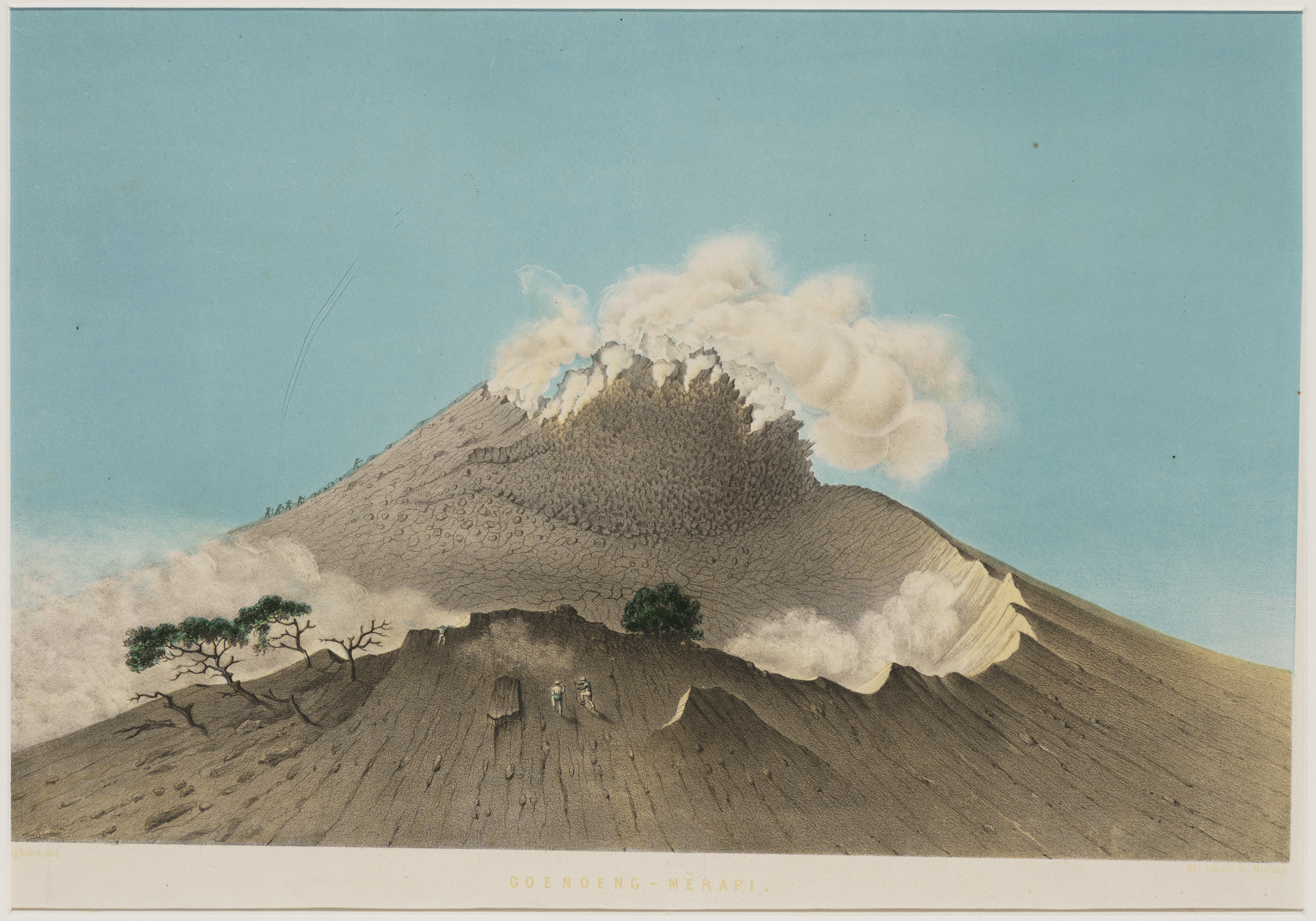
므라피산, 색채 석판화, 준훈과 미엘링, 1853–1854

므라피산(자와어: ꦒꦸꦤꦸꦁꦩꦼꦫꦥꦶ Gunung Měrapi, 인도네시아어: Gunung Merapi)은 인도네시아 중앙자와주와 욕야카르타 특별주 경계에 위치한 활화산 성층 화산이다. 인도네시아에서 가장 활발한 화산으로 1548년 이래로 정기적으로 분출해왔다. 인구 240만 명의 욕야카르타 시에서 북쪽으로 약 28km 떨어져 있다. 수천 명의 사람들이 화산 경사면에 살고 있으며, 마을은 해수면 위 1700m 높이에 이른다.
산꼭대기에서 연기가 피어오르는 모습이 자주 관찰되며, 여러 차례의 분출로 사망자가 발생했다. 1994년 11월 22일 대규모 폭발로 인한 화산쇄설류로 27명이 사망했는데, 대부분은 화산 서쪽에 위치한 문틸란 마을에서 발생했다. 또 다른 대규모 분출은 2006년 5월 자와섬 지진 직전인 2006년에 일어났다. 므라피산이 인구 밀집 지역에 미치는 위험을 고려하여, 대규모 파괴적인 화산 분화의 역사와 인구 밀집 지역과의 근접성 때문에 특별한 연구 가치가 있다고 여겨지는 10년 화산 중 하나로 지정되었다.
2010년 10월 25일 오후, 남쪽과 남동쪽 경사면에서 므라피산이 분화했다. 다음 달 동안 총 353명이 사망했고, 350,000명이 집을 떠나야 했다. 대부분의 피해는 화산쇄설류에 의해 발생했으며, 11월 4일의 폭우는 추가 피해를 야기하는 화산이류를 발생시켰다. 대부분의 균열은 11월 30일까지 분출을 멈췄고, 나흘 뒤 공식 경보 수준이 하향 조정되었다. 므라피산의 특징적인 모양은 분화 중에 변하여 높이가 38m 낮아져 2930m가 되었다.
2010년 이후 므라피산은 여러 차례의 소규모 분화를 겪었는데, 특히 2013년 11월 18일과 2018년 5월 11일에 발생한 두 차례의 수증기 분화가 두드러졌다. 이 중 첫 번째이자 더 큰 분화는 강우와 내부 활동의 조합으로 발생했으며, 연기가 2000m 높이까지 솟아올랐다. 2020년 초부터 여러 차례의 소규모 분화가 있었으며, 이는 화산학자들에게 큰 관심을 받고 있다.

## 어원
메라피라는 이름은 산스크리트어 메루의 "산"을 의미하는 단어와 자와어의 "불"을 의미하는 api가 합쳐진 것이다. 따라서 메라피는 "불의 산" 또는 "화산"으로 번역될 수 있다.
마흐디(2005)에 따르면, 화산 "메라피"의 이름은 고대 말레이어 단어 api (불)에 접두사 mər-가 붙어 파생되었는데, 이 접두사는 현대 말레이어 및 인도네시아어의 ber- 접두사의 조상으로 여겨진다. 그는 또한 서수마트라주의 화산인 마라피산의 이름에도 동일하게 적용된다고 믿는다. 만약 mər-가 정말 현대 말레이어 및 인도네시아어 ber-의 조상이라면, 이는 화산의 이름이 말레이어 및 인도네시아어 단어 berapi (불을 뿜다)와 형태학적으로 동일하게 된다는 것을 의미하며, gunung (산)이라는 단어와 결합되면 "화산"을 의미하는 현대 말레이어 및 인도네시아어 단어 gunung berapi가 된다.

## 역사

### 지질학적 역사

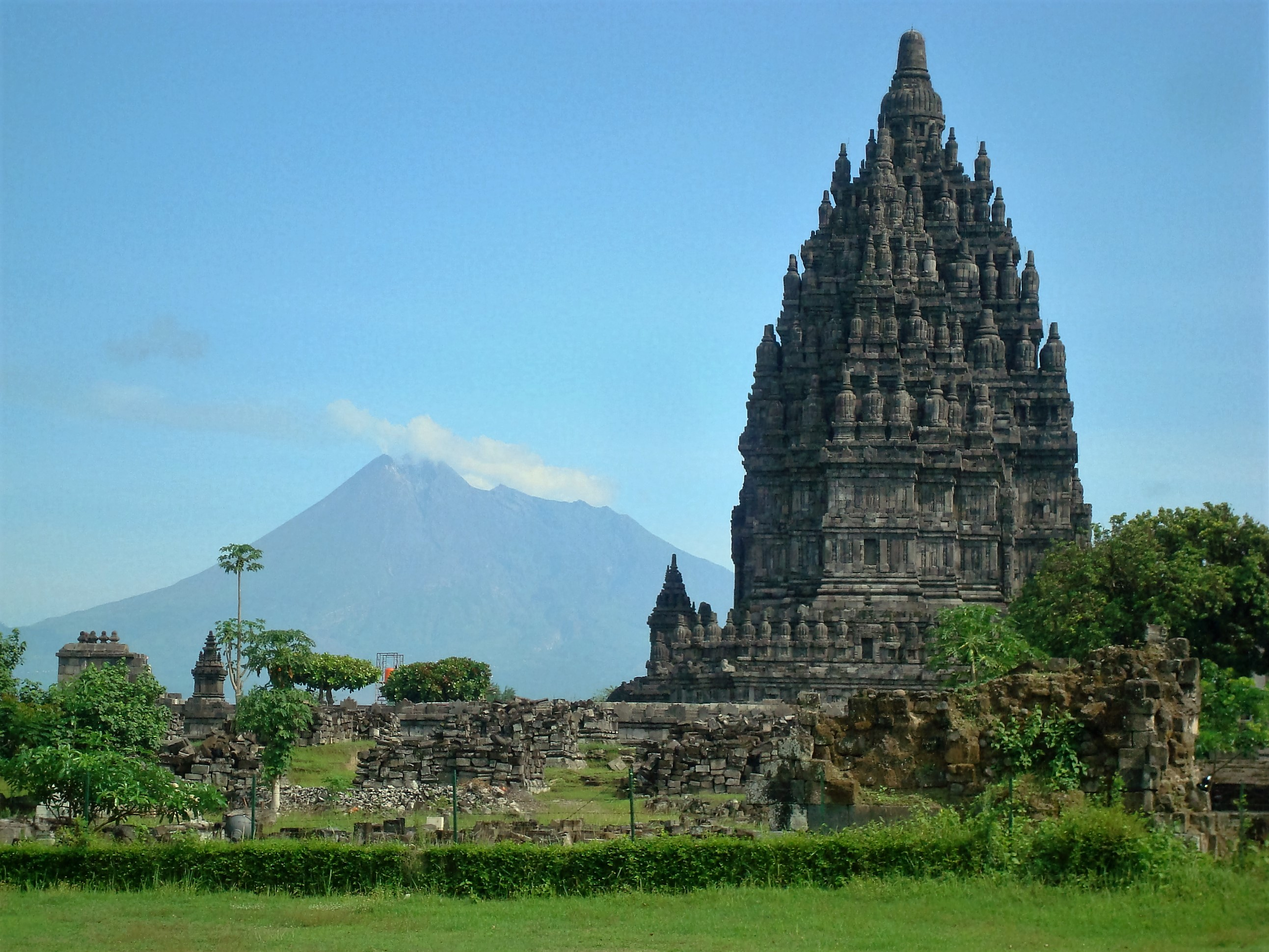
9세기 프람바난 힌두 사원에서 본 므라피산, 마타람 왕국 시대에 건설됨

므라피산은 남부 자와섬의 화산군 중 가장 젊다. 이곳은 인도-오스트레일리아판이 순다판 아래로 섭입하는 섭입대에 위치해 있다. 이 화산은 인도네시아에 있는 최소 129개의 활화산 중 하나이며, 태평양 불의 고리(서반구에서 일본과 동남아시아를 거쳐 이어지는 단층선)의 남동부에 위치한다. 층서학적 분석에 따르면 므라피 지역의 분화는 약 40만 년 전에 시작되었으며, 그때부터 약 1만 년 전까지 분화는 주로 분출성이었고, 흘러나온 용암은 현무암질이었다. 그 이후로 분화는 더욱 폭발적으로 변하여, 점성이 있는 안산암질 용암이 자주 종상 화산을 형성했다. 돔 붕괴는 종종 화산쇄설류를 발생시켰고, 분연주를 초래한 더 큰 폭발 또한 기둥 붕괴를 통해 화산쇄설류를 생성했다.
일반적으로 작은 분화는 2~3년마다, 큰 분화는 10~15년마다 발생한다. 많은 사망자를 낸 주목할 만한 분화는 1006년, 1786년, 1822년, 1872년, 1930년에 있었다. 후자의 분화에서는 13개의 마을이 파괴되었고, 1,400명이 화산쇄설류로 사망했다.

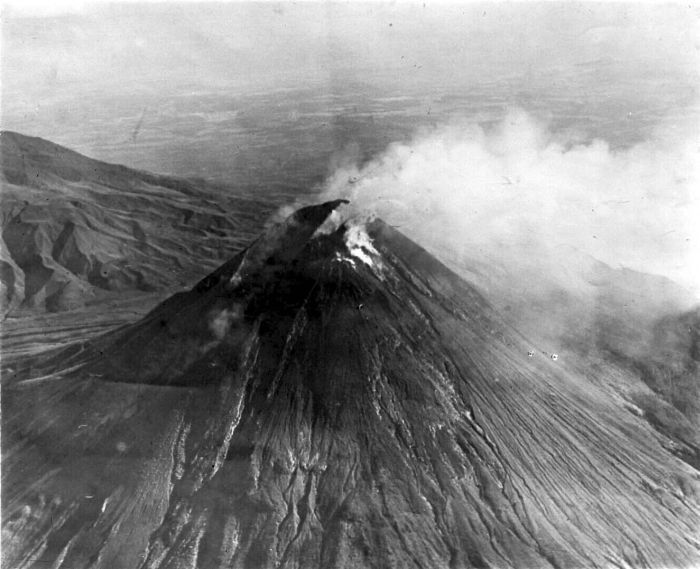
1930년의 므라피산

1006년의 매우 큰 분화는 중앙 자바 전역을 화산재로 뒤덮었다고 전해진다. 화산의 파괴로 인해 힌두교 마타람 왕국이 붕괴되었다고 주장되지만, 그 시대의 증거는 이를 입증하기에 불충분하다.

### 2006년 분화
4월, 규칙적인 간격으로 지진 활동이 증가하고 화산 원뿔의 팽창이 감지되면서 새로운 분화가 임박했음을 알렸다. 당국은 화산 인근 마을에 최고 경보를 발령하고 주민들은 대피 준비를 했다. 4월 19일, 분화구에서 솟아오른 연기는 전날 75m였던 높이에 비해 400m에 달했다. 4월 23일, 9번의 지표 진동과 약 156번의 다면 지진이 마그마의 움직임을 알린 후, 경사면의 노인과 영유아 주민 600여 명이 대피했다.
5월 초에는 활발한 용암 흐름이 시작되었다. 5월 11일, 용암 흐름이 계속되면서 약 17,000명에게 지역 대피 명령이 내려졌고 5월 13일에는 인도네시아 당국이 경보 상태를 최고 수준으로 올리고 산에 있는 모든 주민들에게 즉시 대피할 것을 명령했다. 많은 마을 주민들은 가축과 농작물이 도난당할 것을 우려하여 화산의 위험을 무릅쓰고 마을로 돌아왔다. 5월 중순에는 활동이 진정되었다.
5월 27일, 므라피산에서 남서쪽으로 약 50km 떨어진 곳에서 규모 6.3의 지진이 발생하여 욕야카르타 지역에서 최소 5,000명이 사망하고 최소 20만 명이 집을 잃었으며, 이는 므라피산이 "터질 것"이라는 우려를 증폭시켰다. 이 지진은 주요 화산 분출과 점차 관련되는 지진 교란 유형인 장주기 진동은 아닌 것으로 보였다. 6월 6일에는 용암과 과열된 가스 구름이 칼리아뎀을 향해 상부 경사면으로 반복적으로 쏟아져 내리면서 추가로 11,000명의 마을 주민들이 대피했다. 칼리아뎀은 므라피산 남동쪽에 위치한 곳이다. 화산쇄설류는 현지에서 "웨두스 겜벨"("텁수룩한 염소"를 뜻하는 자와어)로 알려져 있다. 이 분화로 2명이 사망했다.

### 2010년 분화

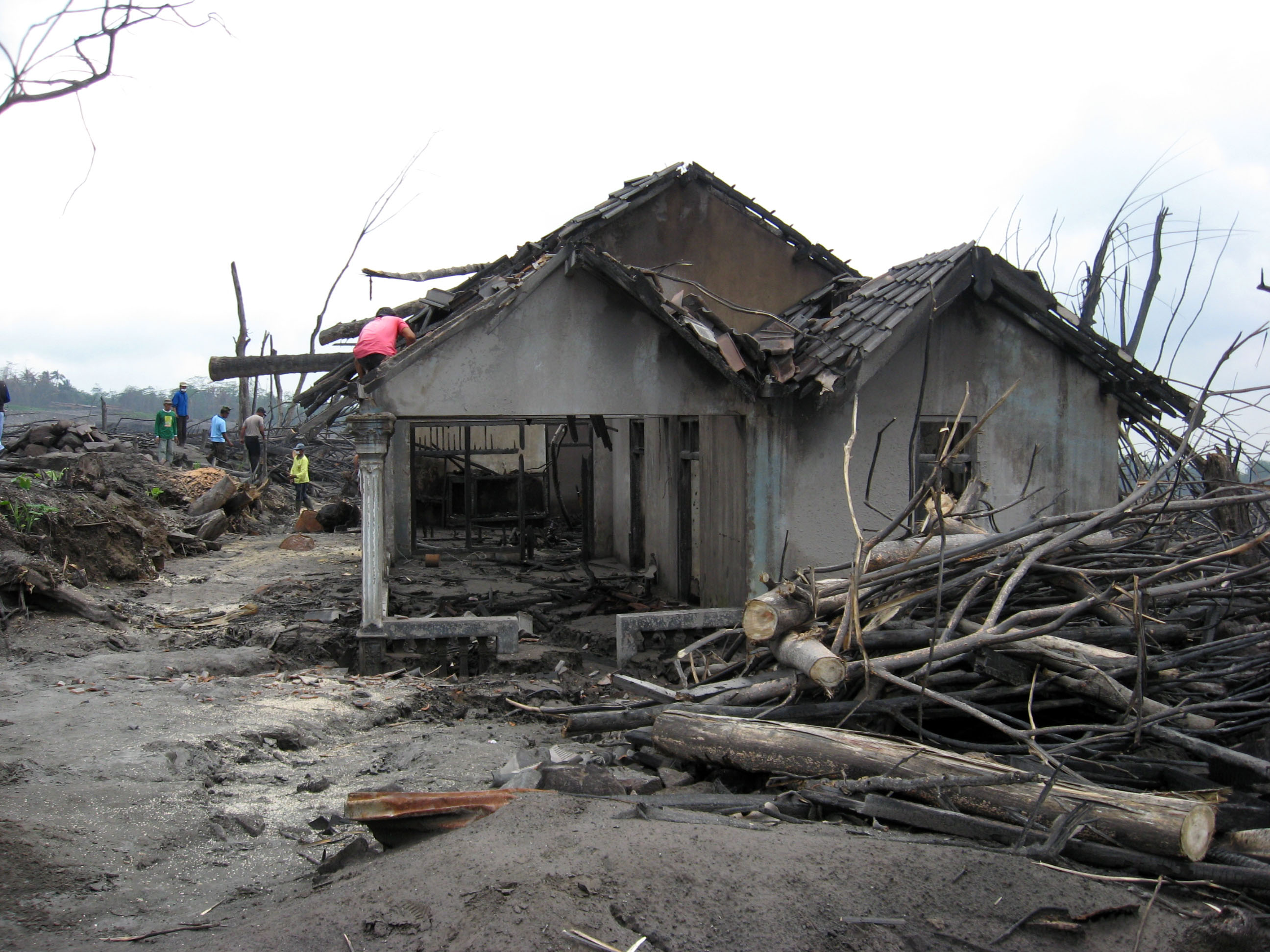
2010년 분화 이후 캉크링안 마을에 파괴된 주택

10월 말, 화산학 및 지질 재해 완화 센터(CVGHM), 지질청 (인도네시아어—Pusat Vulkanologi & Mitigasi Bencana Geologi, Badan Geologi-PVMBG)은 므라피산의 지진 활동이 9월 초부터 증가하는 추세를 보이기 시작했다고 보고했다.
바바단(산 서쪽 7km)과 칼리우랑(산 남쪽 8km)의 관측자들은 9월 12일에 눈사태 소리를 들었다고 보고했다. 9월 13일에는 분화구 위로 800m 높이의 흰 연기가 관찰되었다. 3월부터 감지된 용암 돔 팽창은 배경 수준인 하루 0.1mm에서 0.3mm로 증가하여 9월 16일에는 하루 11mm의 속도를 기록했다. 9월 19일에도 지진이 계속해서 많이 발생했으며, 다음 날 CVGHM은 경보 수준을 2(1-4단계)로 상향 조정했다. 중앙자와주 므라피산의 용암이 10월 23~24일에 겐돌강으로 흘러내리기 시작하면서 임박한 화산 분화의 가능성을 알렸다.
10월 25일, 인도네시아 정부는 므라피산의 경보를 최고 수준(4단계)으로 격상하고 위협 지역 주민들에게 안전한 곳으로 이동하라고 경고했다. 10km 이내 거주자들에게 대피 명령이 내려졌다. 대피 명령은 최소 19,000명에게 영향을 미쳤지만, 당시 명령을 따른 사람의 수는 당국에 불확실했다. 당국은 10월 23~24일 주말 동안 산에서 약 500건의 화산 지진이 기록되었으며, 마그마가 지진 활동으로 인해 지표면 아래 약 1km까지 상승했다고 밝혔다.
1872년의 강도와 지속 시간을 초과하는 것으로 간주되는 여러 차례의 분화 기간이 지난 후 2010년 11월 10일 분화의 강도와 빈도가 감소하는 것으로 나타났다. 이때까지 153명이 사망하고 320,000명이 이재민이 된 것으로 보고되었다. 이후 분출 활동이 다시 증가하여 4단계 경보와 화산 주변 통제 구역의 지속적인 유지가 필요했다. 11월 18일까지 사망자 수는 275명으로 증가했다. 사망자 수는 11월 24일까지 324명으로 늘어났으며, 국가재난관리청(BNPB) 청장 시암술 마아리프는 사망자 수가 심각한 화상을 입고 사망한 희생자들과 화산 경사면에서 발견된 시체들로 인해 증가했다고 설명했다.
11월 말의 집중적인 분출 활동 이후, 욕야카르타 재난관리청은 슬레만 지역에서 경미하거나 심각한 심리적 문제를 겪고 있는 분출 생존자가 약 500건, 마젤랑에서는 약 300건이 보고되었다고 밝혔다. 12월 3일까지 사망자 수는 353명으로 증가했다.
12월 3일, 국가재난관리청(BNPB) 청장인 시암술 마아리프 박사(M. Si)는 화산학 및 지질재해완화센터(CVGHM(PVMBG)) 소장인 수로노 박사와 함께 욕야카르타의 BNPB 지휘소에서 공동 기자 회견을 열었다. 그날 오전 9시, CVGHM(PVMBG)은 므라피산의 상태를 주의 경보(레벨 III)로 하향 조정했다. 그들은 이 경보 수준에서도 뜨거운 화산재 구름과 예상되는 백열 물질의 가능성이 여전히 존재한다고 설명했다. 지질청은 재난 취약 지역에서의 모든 공동체 활동 금지를 포함한 여러 권고사항을 제공했으며, 2.5km 반경의 지속적인 통제 구역을 선포했다.

### 2018년 분화
5월 11일 오전에 수증기 분화가 시작되어 화산 반경 5km 이내 지역 주민들이 대피했다. 욕야카르타의 아디수치프토 국제공항은 분출된 화산재 기둥으로 인해 폐쇄되었다. 이 분화는 새로운 돔 성장 단계를 시작했다. 이는 2020년 11월 므라피산에서 새로운 대피를 야기했다. 화산쇄설류의 위험이 증가하고 확산되었다.

### 2021년 분화
1월 4일에 분화가 시작되어 욕야카르타 지역의 주민들이 대피했다. 지질 당국은 11월에 센서가 활동 증가를 감지한 후 두 번째로 높은 경보 수준을 발령하여 상황이 더욱 불안정해질 수 있다고 경고했다. 3월 27일, 또 다른 작은 분화가 발생하여 용암을 뿜어내고 화산쇄설류를 생성했다. 므라피산은 2021년 8월 8일에 다시 분출하기 시작하여 새로운 용암 흐름이 화산 경사면 아래로 흘러내렸다. 8월 16일, 화산은 다시 분출하여 용암이 분화구를 따라 흐르는 동안 화산재 구름을 공중으로 뿜어냈다. 폭발은 진동하는 화산에서 최대 3.5km 떨어진 곳까지 구름을 뿜어내 지역 공동체를 회색 화산재로 뒤덮었다.
12월 9일, 화산쇄설류가 베벵강을 따라 2.2km 거리를 이동했다. 이는 스메루산이 분화하여 최소 43명이 사망한 사건과 관련이 없다.

### 2023년 분화
3월 11일 현지 시간 (서부 인도네시아 시간, GMT+7) 정오경 분화가 시작되었다. 최대 7km 길이의 용암 흐름과 최대 100m 높이로 솟아오르는 뜨거운 구름 기둥이 관찰되었다. 현지 당국은 므라피산 경사면에 거주하는 주민들에게 분화구에서 최소 7km 떨어져 있을 것을 권고했다.

### 2024년 분화
1월 19일 오전 6시 59분(현지 시간)에 분화가 발생했으며, 최대 2km에 달하는 6개의 화산쇄설류가 기록되었다. 1월 21일, 화산은 최대 2km 길이의 용암 흐름과 최대 100m 높이로 솟아오르는 뜨거운 구름 기둥을 뿜어냈다. 당국은 므라피산 경사면에 거주하는 주민들에게 분화구에서 최소 7km 떨어져 있을 것을 권고했다.

## 모니터링

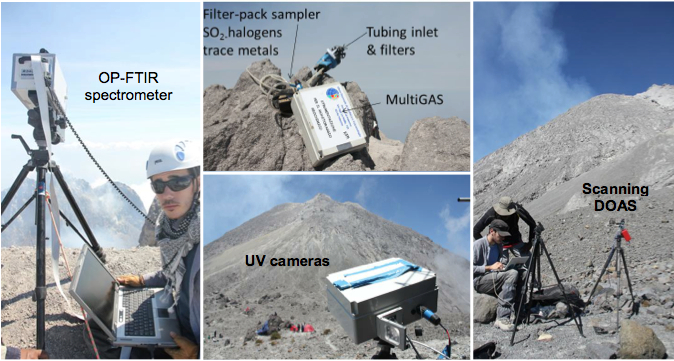
이 사진은 2014년 므라피산 주변에서 딥 카본 탈가스 프로젝트에 의해 배치된 일부 장비를 보여준다.

므라피산은 매우 활발한 화산 감시 프로그램이 진행되는 곳이다. 지진 감시는 1924년에 시작되었으며, 일부 화산 감시소는 현재까지 지속되고 있다. 바바단(북서쪽 위치), 셀로(메르바부산과 므라피산 사이의 안부), 플라왕안 감시소는 수십 년 동안 장비가 업데이트되었다. 1950년대 초와 1960년대 초에는 일부 감시소가 장비와 자금 부족에 시달렸지만, 1970년대 이후 새로운 장비 공급으로 상당한 개선이 이루어졌다. 1930년 이전의 일부 관측소는 1930년 분화로 파괴되었고, 새로운 관측소는 재배치되었다. 마찬가지로 1994년 분화 이후에는 플라왕안 관측소와 장비가 높은 지점에 있는 화산학 인력에 대한 위험에 대응하여 칼리우랑으로 옮겨졌다. 이 화산은 딥 어스 탄소 탈가스 프로젝트에 의해 모니터링되고 있다.
1930년의 분화는 대규모 지진 군발에 의해 선행된 것으로 밝혀졌다. 현재 화산 주변에 있는 8개의 지진계 네트워크는 화산학자들이 진동과 지진의 진원을 정확히 찾아낼 수 있게 해준다.
정상 아래 약 1.5km 지점에는 지진이 발생하지 않는 구역이 발견되며, 이곳이 분출을 공급하는 마그마굄의 위치로 추정된다.
화산에서 측정되는 다른 측정값으로는 자기 측정과 경사 측정이 있다. 지역 자기장의 작은 변화는 분출과 일치하는 것으로 밝혀졌으며, 경사 측정은 아래의 마그마굄이 채워질 때 발생하는 화산의 팽창을 나타낸다.
화산이류(화산쇄설물과 물의 일종인 머드플로우)는 산에서 중요한 위험 요소이며, 비 (날씨)가 화산쇄설류 퇴적물을 재이동시킴으로써 발생한다. 화산이류는 높은 진동수 지진 신호를 유발하므로 지진학적으로 감지할 수 있다. 관측 결과, 시간당 약 50mm의 비가 화산이류가 자주 발생하는 임계값인 것으로 나타났다.

## 사방댐
총 258개의 모래 방어벽(사보) 중 약 90개(30%)가 손상되었다. 복구 비용은 약 1조 루피아(1억 1,600만 달러)이다.

## 접근금지구역
2010년 분화 이후 인도네시아 정부 부처 3곳은 캉크링안 지구 내 9개 마을(두순): 팔렘사리, 판국레조, 칼리아뎀, 잠부, 코펭, 페퉁, 칼리텡아 로르, 칼리텡아 키둘, 스루넨에 아무도 영구적으로 머물 수 없고 기반 시설도 허용되지 않는 금지 구역을 선포했다.

## 국립공원

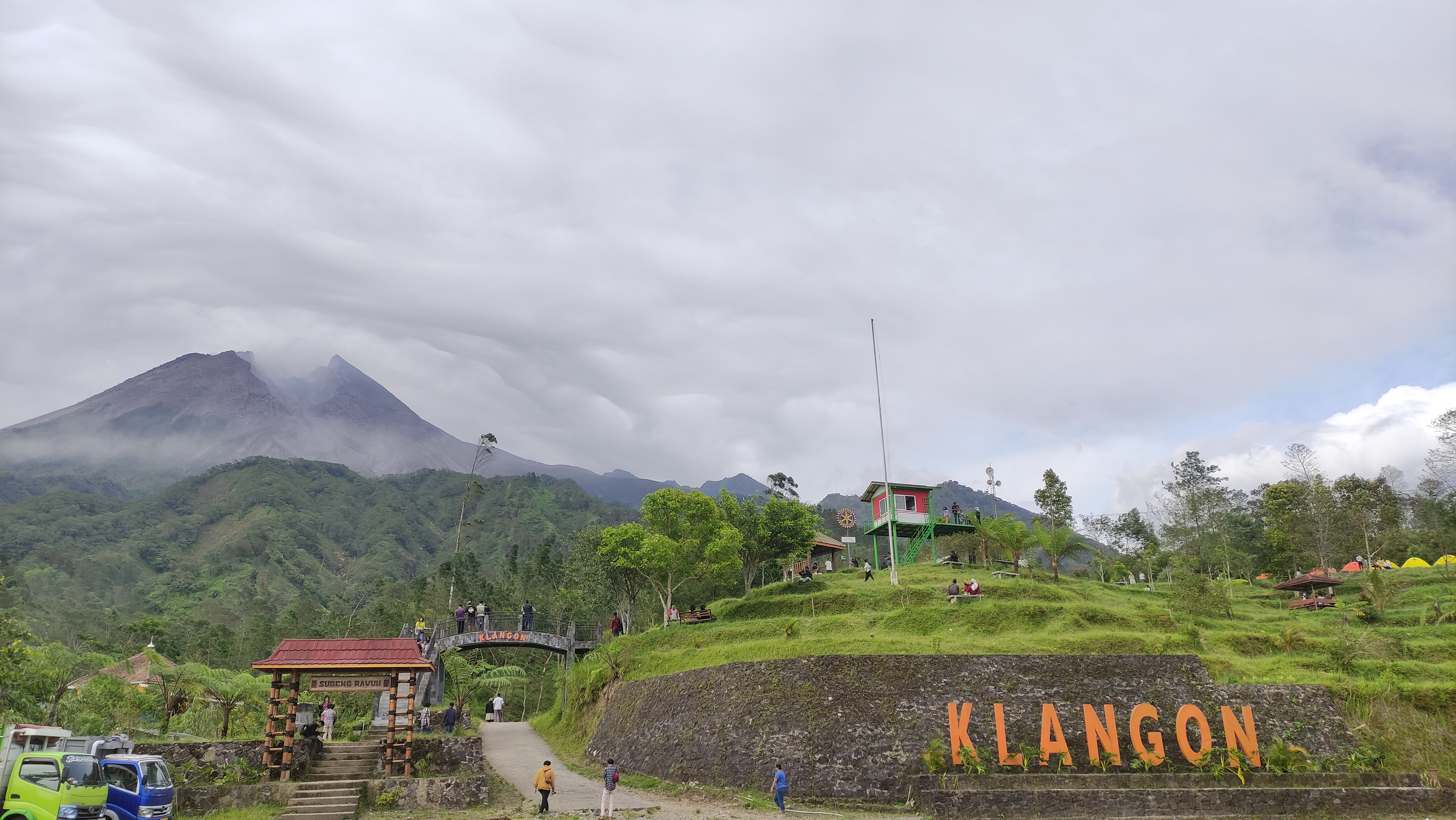
클랑온에서 본 므라피산 정상

2004년에 므라피산 주변 6,410헥타르 지역이 국립공원으로 지정되었다. 산림부의 공원 선포 결정은 나중에 인도네시아 환경 포럼에 의해 지역 주민과의 협의 부족을 이유로 법정에서 이의가 제기되었다. 2006년 화산 분화 당시 많은 주민들이 자신들의 거주지가 국립공원 확장을 위해 몰수되어 집을 잃을까 봐 대피를 꺼려했다는 보고가 있었다.

## 박물관
- 므라피 박물관 센터, 칼리우랑 거리 25.7km 지점, 파켕 소지구, 슬레만, 욕야카르타. 므라피산의 2010년 분화 이후의 복제품이 만들어졌고, 최근 분화 이후 박물관 방문 인도네시아 학생 수가 30% 증가했다.[56]

## 신화

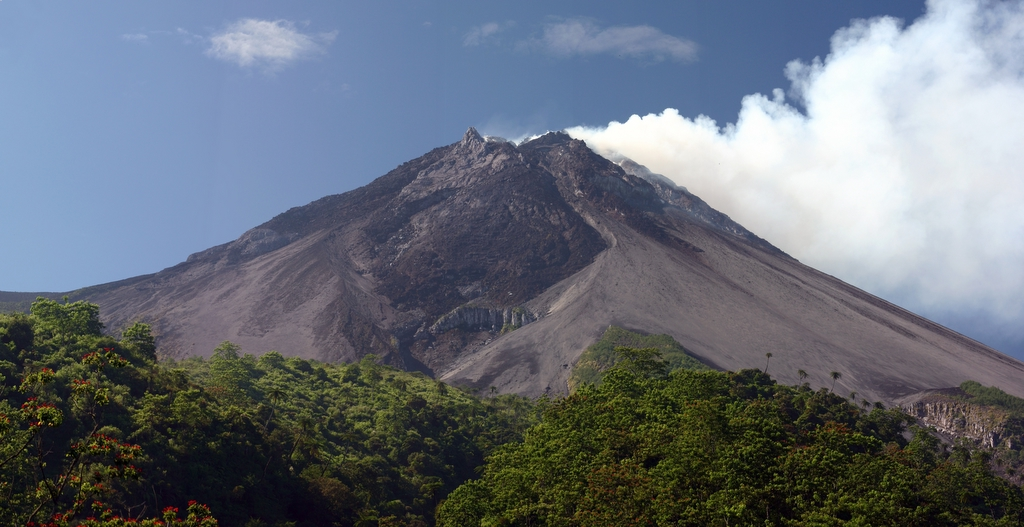
2005년 7월의 므라피산. 정상에서 끊임없이 솟아오르는 연기는 산 아래 사는 두 명의 신성한 갑옷 장인에게서 비롯된 것이라고 한다.

므라피산은 자와인들에게, 특히 분화구 주변에 사는 사람들에게 매우 중요하다. 따라서 므라피산과 관련된 많은 신화와 믿음이 있다.

### 창조
대부분의 인근 마을은 므라피산의 탄생에 대한 자체 신화를 가지고 있지만, 공통점이 많다.
신들이 막 지구를 창조했을 때, 자와섬 서쪽 끝에 자무르디포산이 놓여 있어 자와섬의 균형이 맞지 않는다고 믿어진다. 균형을 맞추기 위해 신들(일반적으로 바타라 구루가 대표됨)은 산을 자바 중심부로 옮기라고 명령했다. 그러나 두 명의 갑옷 장인인 엠푸 라마와 엠푸 페르마디는 자무르디포산이 옮겨질 곳에서 이미 신성한 크리스를 만들고 있었다. 신들은 그들에게 산을 옮길 것이니 떠나라고 경고했지만, 엠푸 라마와 엠푸 페르마디는 그 경고를 무시했다. 분노한 신들은 엠푸 라마와 엠푸 페르마디를 자무르디포산 아래에 묻었고, 그들의 영혼은 나중에 이 지역의 모든 신비한 존재들의 지배자가 되었다. 그들을 기리기 위해 자무르디포산은 나중에 "라마와 페르마디의 불"을 의미하는 므라피산으로 이름이 변경되었다. 

### 므라피의 영혼 크라톤
자와인들은 지구가 인간뿐만 아니라 영혼(막룩 할루스)으로도 inhabited되어 있다고 믿는다. 므라피산 근처 마을 사람들은 영혼 왕국의 통치자들이 사용하는 궁전(자와어 크라톤) 중 하나가 므라피산 안에 있으며, 엠푸 라마와 엠푸 페르마디가 통치한다고 믿는다. 이 궁전은 도로, 군인, 왕자, 차량, 가축 등 욕야카르타 술탄국의 영적 상징이라고 한다.
통치자들 외에도, 이 궁전에는 의로운 사람으로 죽은 조상들의 영혼도 살고 있다고 한다. 이 조상들의 영혼은 궁전에서 왕실 시종(압디 달렘)으로 살면서, 가끔씩 후손들의 꿈에 나타나 예언이나 경고를 준다고 한다.

### 므라피의 영혼들
화산을 잠잠하게 하고 산의 영혼들을 달래기 위해 자와인들은 욕야카르타 술탄의 즉위 기념일에 정기적으로 제물을 바친다. 욕야카르타 술탄국에게 므라피산은 중요한 우주론적 상징성을 지닌다. 이는 므라피산 정상과 현지인들이 남해라고 부르는 인도양 사이에 신성한 남북 축선을 형성하기 때문이다. 이 신성한 축선은 북쪽의 므라피산 정상, 욕야카르타 주요 기차역 근처의 투구 욕야카르타 기념물, 말리오보로 거리를 따라 북쪽 알룬알룬(광장), 욕야카르타 궁전(술탄 궁전), 남쪽 알룬알룬, 반툴까지 이어지고 마지막으로 오팍 강 하구와 인도양의 사마스와 파랑쿠수모 해변에 이른다. 이 신성한 축은 고대부터 숭배되어 온 산의 히앙 또는 영혼들(자와인들에게는 종종 "음바 페트룩"으로 불림), 자와 왕국의 지도자로서의 욕야카르타 술탄, 그리고 자와인들에게 숭배되는 여성 해양 신이자 자와 왕들의 신화적 배우자이기도 한 니 로로 키둘을 연결했다.

## 같이 보기
- 2010년 므라피산 분화
- 사망자 수에 따른 화산 분화 목록
- 인도네시아의 화산 목록
- 10년 화산

## 더 읽어보기
- Beauducel, François; Cornet, François-Henri; Suhanto, Edi (2000). 《Constraints on magma flux from displacements data at Merapi volcano, Java, Indonesia》 (PDF). 《Journal of Geophysical Research: Atmospheres》 105 (AGU publications). 8193–8203쪽. Bibcode:2000JGR...105.8193B. doi:10.1029/1999JB900368.
- Camus G, Gourgaud A, Mossand-Berthommier P-C, Vincent P-M, 2000. Merapi (central Java, Indonesia): an outline of the structural and magmatological evolution, with a special emphasis to the major pyroclastic events. J Volc Geotherm Res, 100: 139–163
- Charbonnier S J, Gertisser R, 2008. Field observations and surface characteristics of pristine block-and-ash flow deposits from the 2006 eruption of Merapi volcano, Java, Indonesia. J Volc Geotherm Res, 177: 971–982
- Gertisser R, Keller J, 2003. Temporal variations in magma composition at Merapi volcano (Central Java, Indonesia): magmatic cycles during the past 2000 years of explosive activity. J Volc Geotherm Res, 123: 1–23
- Gertisser, Ralf; Troll, Valentin R.; Walter, Thomas R.; Nandaka, I Gusti Made Agung; Ratdomopurbo, Antonius, 편집. (2023). 《Active Merapi Volcano: Geology, Eruptive Activity, and Monitoring of a High-Risk Volcano》. Cham, Switzerland: Springer. ISBN 978-3-031-15039-5.
- Lavigne F, Thouret J C, Voight B, Suwa H, Sumaryono A, 2000. Lahars at Merapi volcano, central Java: an overview. J Volc Geotherm Res, 100: 423–456
- Newhall C G, Bronto S, Alloway B, Banks N G, Bahar I, del Marmol M A, Hadisantono R D, Holcomb R T, McGeehin J, Miksic J N, Rubin M, Sayudi S D, Sukhyar R, Andreastuti S, Tilling R I, Torley R, Trimble D, Wirakusumah A D, 2000. 10,000 years of explosive eruptions of Merapi volcano, central Java: archaeological and modern implications. J Volc Geotherm Res, 100: 9–50
- Siswowidjoyo S, Suryo I, Yokoyama I, 1995. Magma eruption rates of Merapi volcano, Central Java, Indonesia during one century (1890–1992). Bull Volc, 57: 111–116
- Thouret J-C, Lavigne F, Kelfoun K, Bronto S, 2000. Toward a revised hazard assessment at Merapi volcano, central Java. J Volc Geotherm Res, 100: 479–502
- Triyoga, Lucas Sasongko. 1991 Manusia Jawa dan Gunung Merapi – Persepsi dan Sistem Kepercayaannya Yogyakarta, Gadjah Mada University Press. ISBN 979-420-211-8
- Troll V R, Deegan F M, Seraphine N (2021) Ancient oral tradition in Central Java warns of volcano–earthquake interaction. Geology Today, 37:100–109; https://doi.org/10.1111/gto.12350
- US Army, Corps of Engineers 육군 지리공간 센터[63] 므라피산 위기에 관한 웹페이지 (데이터, 인용, 사진, 지도 포함).
- Voight B, Constantine E K, Siswowidjoyo S, Torley R, 2000. Historical eruptions of Merapi volcano, central Java, Indonesia, 1768–1998. J Volc Geotherm Res, 100: 69–138
- Wirakusumah A D, Juwarna H, Loebis H, 1989. Geologic map of Merapi volcano, Central Java. Volc Surv Indonesia, 1:50,000 geol map

## 내용주
1. ↑  현재까지 가장 최근의 분화는 2020년 3월 3일,[8] 2020년 3월 27일,[9] 2021년 1월 7일,[10] 2021년 8월 8일[11]과 2021년 8월 16일이었다.[12]